# Steindachnerina brevipinna
Steindachnerina brevipinna és una espècie de peix de la família dels curimàtids i de l'ordre dels caraciformes.

## Morfologia
- Els mascles poden assolir 20,5 cm de llargària total i 85 g de pes.
- Nombre de vèrtebres: 31-33.[5]

## Hàbitat
Viu en zones de clima tropical.

## Distribució geogràfica
Es troba a Sud-amèrica: conques dels rius Paraguai, Paranà i Uruguai.